# John Fuller (Mäzen)

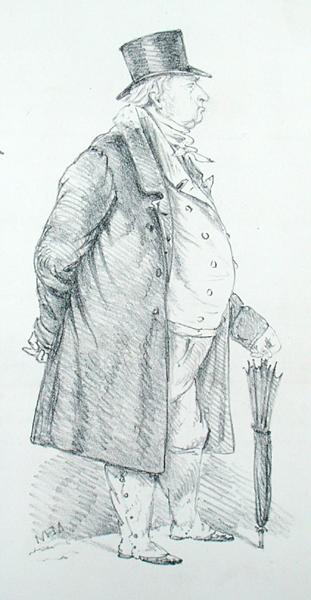
Zeichnung von John Fuller

John Fuller (* 20. Februar 1757 in North Stoneham, Hampshire; † 11. April 1834 in London) war ein englischer Geschäftsmann, Politiker und Mäzen der Kunst und Wissenschaften. Er war der Stifter der Fuller-Professur und der Fuller-Medaille der Royal Institution of Great Britain sowie Förderer von William Turner.

## Leben und Wirken
John Fuller war das dritte Kind von Reverend Henry Fuller (1713–1761) und seiner Frau Frances Fuller (1725/6–1778). Er entstammte einer bedeutenden Familie von Eisenmeistern in Sussex, denen auch eine ausgedehnte Zuckerplantage in Jamaika gehörte. Fuller wurde von 1767 bis 1774 am Eton College ausgebildet. Nach dem Tod seines Onkels Rose Fuller am 7. Mai 1777 erbte er den Familienbesitz und ließ sich im Haus seines verstorbenen Onkels in Brightling nieder.
Von 1780 bis 1784 war Fuller Parlamentsmitglied für Southampton und von 1801 bis 1812 für Sussex.
1818 lieh Fuller der Royal Institution of Great Britain 1000 Pfund (heute etwa 98.521 Pfund), auf deren Rückerstattung er später verzichtete. 1828 gründete er die Fuller-Medaille der Royal Institution und Anfang 1833 stiftet er mit einem Betrag von 10.000 Pfund (heute etwa 1.280.518 Pfund) die Fuller-Professur für Chemie, der ein Jahr später eine Professur für Physiologie und Vergleichende Anatomie folgte. Die ersten beiden Fuller-Professoren waren Michael Faraday und Peter Mark Roget.
Fuller, der als sehr exzentrisch galt, wurde in einem etwa 7,5 Meter hohen pyramidenförmigen Mausoleum auf dem Friedhof von Brightling beigesetzt.

## Nachweise

### Internet
- John 'Mad Jack' Fuller Squire of Brightling, 1757–1834